# 青山愛子
青山 愛子（あおやま あいこ、1979年11月2日 - ）は、日本のタレント、元グラビアアイドル。浅井企画所属。島根県出身。

## 略歴
- 高校卒業後、大阪のホテルに勤務。その後、サンフランシスコへ語学留学する[1]。
- 2003年11月、日本初の「新人グラビア☆アイドルファンド」第1号としてタレントデビュー。女優デビューは2002年からしており、DVDリリース作品に2本出演している。
- 2005年4月、芸能人女子フットサルチーム「CHOOP（後にChakuchaku J.bと改名）」のメンバーとなる。
- 2006年10月、「Chakuchaku J.b」を退団。
- 2007年、独立UHF系テレビドラマ『パセリ』に出演。

## 人物
- 所持資格は、全国珠算検定2級、全国暗算検定2級、電卓実務検定1級、ワープロ実務検定1級、全国商業簿記1級、全国工業簿記1級、日商簿記検定2級[1]。
- 野球が大好きで自身も学生時代ソフトボール部に所属していた。プロ野球は、根っからの巨人ファンであるとともに、各方面で川相昌弘のファンだと公言している。
- 新人グラビア☆アイドルファンドの中では42.3%の利益を出し、6人中で最も運用成績がよかった[2]。
- プロポケットビリヤード選手の江辺香織と仲が良く、自身のブログでも親友と呼んでいる。
- 2歳下の弟がいる[3]。

## 出演

### 映画
- 五日市物語（2011）

### テレビ番組
- 秋葉原プロダクション（2003年10月 - 2004年9月、エンタ!371）
- プレミアムサウンド20（2003年12月 - 2004年2月、エンタ!371）
- バットファクトリー（2003年12月 - 2004年2月、テレビ大阪）
- 芸能人○○感覚検証バラエティ バラズレ!〜マネー編〜（2005年12月31日、テレビ朝日）
- 恋するフットサル（2006年4月 - 、フジテレビ）
- 朝は楽しく（2006年 - 、テレビ東京）- レポーター
- Jリーグ天気（2007年7月 - 9月、e-天気.net）- お天気キャスター
- NNN Newsリアルタイム 「リアル目線 バイオハザードの舞台裏」（2007年10月19日、日本テレビ）- レポーター

### テレビドラマ
- 激漫ティービー 激殺・女蠍野球団〜愛しの甲子園（2004年10月 - 2005年3月、テレビ東京）
- パセリ（2007年10月 - 2007年12月、独立UHF系）- 尾藤千夏 役

### CM
- wii用ソフト『のだめカンタービレ ドリーム☆オーケストラ』(2007年12月 - )
- 東洋水産『やきそば弁当』北海道（2009年 - 2010年）

### ラジオ番組
- JAM THE WORLD （J-WAVE）
- フットサルラジオINVIO!（ラジオNIKKEI）
- atomic atom工房　ラジオ　MC（2009年〜）

### 舞台
- ピヴォ☆ガール（2006年1月、サンシャイン劇場）
- おいでましぇ　おかえりましぇ（2009年10月30日〜11月3日　劇場hope）

### インターネット・モバイル
- ブロードバンドTV アイドルNOW!（2003年11月）
- スクランブルエッグon the Web（2003年11月）- 表紙モデル
- 携帯総合エンタメサイト チャクチャク・エンタメ
- トップクイーン・エキサイト（2004年12月 - ）
- TOPQUEEN.JP（2005年1月 - ）
- アイドル先取り写真館 3月号（2005年）
- 月刊モバイルアクトレス（2006年5月15日 - ）
- BOMB発 完全無料型アイドルポータルサイト! Bibus（2007年6月 - ）
- 公式ガンダム情報ポータルサイト GUNDAM.INFO 「皆川ゆか 迷宮の扉（全12回）」(2007年7月 - 12月)

### 広告
- SONY 「Love & Cyber-shot 2006」（2006年12月）
- エム・エム・ティー 「パルテノンV」（2007年7月〜）

### DVD作品
- 刑務所で泣くヤツ、笑うヤツ（2009年3月25日発売）
- 『おくりびと怪奇譚』主演（2009年10月21日発売）

## リリース作品

### イメージビデオ
- ファンドルシリーズ 青山愛子 F（2004年4月21日、イーネットフロンティア）
- ファンドルシリーズ インビテーション（2004年10月27日、イーネットフロンティア）
- ファンドルシリーズ LOOSE（2005年5月25日、イーネットフロンティア）
- ファンドルシリーズ my love（2006年3月24日、イーネットフロンティア）
- スフィアリーグ公式 フットサル基礎トレーニングDVD（2006年5月24日、hachama）

## 書籍

### 写真集
- ファンドルシリーズ 青山愛子 F（2004年4月21日発売、九天社） ISBN 4901676849 撮影：小塚毅之
- ファンドルシリーズ 愛らしく、過激に。（2005年3月24日発売、新潮社） ISBN 4107901424 撮影：小塚毅之 - 6800冊出荷確定
- ファンドルシリーズ CRUSH（2006年4月28日発売、九天社） ISBN 4861671078 撮影：小野麻早

### 関連書籍
- 恋恋温泉（2004年6月21日、中華民国台湾）- 表紙 5万部発行